# 송준석 (성우)
송준석(1969년 1월 18일 ~ )은 대한민국의 성우로, 1997년 문화방송 성우극회 공채 14기로 입사했다.

## 주요 출연작품

### 애니메이션
- 버블버블 인어친구들 (니켈로디언)
- 시험의 신 (투니버스)
- 일하는 세포 (애니맥스) - 킬러 (세포 상해성) T세포
- 폼포코 너구리 대작전 (MOVIE) - 곤타
- 가면라이더 덴오 (챔프) - 지크
- 가면라이더 디케이드 (챔프) - 지크
- 가정교사 히트맨 리본 (투니버스) - 환기사
- 금색의 코르다 (애니맥스) - 카나자와 히로토
- 나루토 질풍전 (투니버스) - 페인
- 노다메 칸타빌레 (애니맥스) - 치아키 신이치
  - 노다메 칸타빌레 파리편 (애니맥스) - 치아키
  - 노다메 칸타빌레 피날레 (애니맥스) - 치아키
- 두발네발 반야드 (니켈로디언) - 오티스
- 무적코털 보보보 (투니버스) - 소프톤
- 블리치 (투니버스) - 토센 카나메
- 아이실드 21 (챔프) - 키드
- 유희왕 GX (챔프) - 한태인
- 투 러브 트러블 (애니박스) - 저스틴
- 트리니티 블러드 (투니버스) - 이자크 페르난도 폰 캠퍼
- 후르츠 바스켓 (애니원) - 송준석(소마 하토리)
- xxx HOLIC (애니박스) - 도메키 시즈카
  - xxx HOLIC2 (애니박스) - 도메카
  - xxx HOLIC 극장판 - 한 여름의 꿈 (애니박스) - 도메키
- 명탐정 코난 극장판 2기 - 14번째 표적 (투니버스) - 여덕준
- 명탐정 코난 극장판 13기 - 칠흑의 추적자 (투니버스) - 아이리쉬(Irish)
- 메탈베이블레이드 (투니버스) - 다크문 / 블레이더DJ
- 메탈베이블레이드 제로G (재능TV) - 견우 / 가이
- 부릉!부릉! 브루미즈 (EBS) - 스펑키, 멍박사
- 비스트워즈 (MBC) - 타란튤라스
- 부메랑 파이터 (MBC) - 헤드로코코
- 최종병기 그녀 (애니원) - 테츠
  - 최종병기 그녀 OVA (애니박스) - 테츠
- 아이언 키드 (KBS) - 스카 / 에이스 / 이온 / 혈로 / CDF과학자
- 트랜스포머 애니메이티드 (카툰네트워크) - 프라울 / 메가트론
- 슈팅 바쿠간 (투니버스) - 볼트
- 슈팅 바쿠간 BG (투니버스) - 네오진잼
- 하록의 전설 (애니맥스) - 알베르히
- 인터섹션 (애니박스) - 매매업자
- 기동전사 건담 SEED (애니원) - 디아카 엘스먼 / 토노무라 / 마틴 / 그렌 / 호무라
- 마탐정 로키 라그나로크 (애니원) - 미르 / 청년 로키
- 헌터X헌터 (애니원) - 클로로
  - 헌터X헌터 OVA (애니박스) - 클로로
- 골프천재 탄도 (챔프)
- 반드레드 (챔프) - 드웰로
- 디어 보이즈 (애니원)
- D.N.ANGEL (애니원) - 클라드 / 한스 / 에밀 / 직원
- 강아지천사 찰리 (MBC)
- 틴틴의 대모험 (MBC)
- 낚시왕 강바다 (MBC) - 미라클 짐(나중)
- 북극소년 나누크 (MBC) - 카우나
- 아틀란티스의 왕자 (MBC) - 요리스
- 월리스와 그로밋 - 거대토끼의 저주 (SBS)
- 어떤 마술의 금서목록 (애니맥스) - 키하라 아마타 / 하마즈라 시아게
- 솔티레이 (애니맥스) - 랠리
- 엑스 극장판 (애니박스) - 모노우 후마
- 건담 이글루 - 1년 전쟁 비록 (애니박스) - 듀발
- 워킹맨 (애니박스) - 나리타
- 격부술사 요역문 (챔프) - 후에 / 강지훈
- 떴다! 퀘스트 기사단 (카툰네트워크) - 퀘스트
- 장금이의 꿈 2기 (MBC) - 윤환
- 얼렁뚱땅 반쪽이네 (재능TV) - 경찰 아저씨
- 이나중 탁구부 (XTM) - 장만복
- 직스 레벨2 (퀴니) - 얼
- 데블 레이디 (XTM) - 정철민 대장 / CF 감독 / 사진사
- 닌자고 (니켈로디언) - 제왕 가마돈
- 건담 이볼브 (애니박스) - 크와트로
- 데스노트(애니원) - 나미카와
- 명탐정 코난(투니버스) - 임근호
- 내일의 나쟈(투니버스)
- 몬스터(투니버스) - 증인2
- 메르헤븐(투니버스) - 병사1
- 조이드 신세기제로(챔프) - 배럿
- 대니팬텀(니켈로디언) - 조니
- 크로스파이트 비드맨(투니버스) - 드라비스 / 윤태웅 / 천보원
- 바시르와 왈츠를(MBC) - 로니 다야크
- 사무라이 디퍼 쿄우(XTM) - 유키무라 / 아키라 / 키요와 베니토라의 신부 / 타키하쿠
- 헌터X헌터 리메이크(애니맥스) - 프랭클린 / 클로로
- 토리코(카툰네트워크) - 봉 코치
- 웨딩피치(투니버스) - 남학생
- 키마의 전설(카툰네트워크) - 크로미너스 / 롱투스 / 블라드믹
- 은하로 킥오프(애니맥스) - 차성용
- 극장판 썬더일레븐 GO VS 골판지 전사 W - 곽용호 / 박해일
- 헌터X헌터 극장판 팬텀루즈 - 우보긴
- 싱싱초밥단 코부시(투니버스) - 떠돌이 무사
- 최강! 탑플레이트(SBS) - 마진웅
- 헐크와 스매쉬군단(투니버스) - 레드 헐크
- 파워레인저 다이노포스 - 현신토린(실버다이노) / 매드토린
- 늘코의 참 큰 세상(EBS1) - 늘코
- 슈퍼와이(EBS1) - 야수
- 마다가스카 - 맬먼
- 원피스 14기 마린포드 편 - 크로커다일
- 원피스 스폐셜 에피소드 오브 사보 편 - 여우불 킨에몬
- 헬로 카봇(KBS) - 킹가이즈
  - 헬로 카봇 리턴즈(SBS) - 파워크루저
  - 헬로 카봇 X (SBS) - 킹가이즈 X
- 위 베어 베어스 - 그리즐리, 그리프
- 루팡 3세 Part 4~5, 이탈리안 게임 (대원방송) - 지겐 다이스케
- 신비아파트: 고스트볼X의 탄생 (투니버스) - 도한
- 포켓몬스터 W (투니버스) - 울끈킹
- 파이널 판타지 (MBC) - 그레이 (앨릭 볼드윈)
- 스낵월드 - 해설
- 스파이 지니어스 (MOVIE) - 킬리언
- 원피스 스탬피드 (MOVIE) - 크로커다일
- 온워드: 단 하루의 기적 - 콜트 브론코
- 짱구는 못말려 극장판: 수수께끼! 꽃피는 천하떡잎학교 - 장딴지
- 와일드 로봇 - 썬더볼트

### 게임
- 월드 오브 워크래프트 - 볼바르 폴드라곤
- 스타크래프트 - 태사다르
- 스타크래프트 II: 자유의 날개 - 태사다르(영혼)
- 스타크래프트 II: 공허의 유산 - 태사다르(영혼)
- 히어로즈 오브 더 스톰 - 태사다르 / 티리엘
- 헤일로 - 진실의사제
- 007 제임스 본드: 퀀텀 오브 솔러스 - 제임스 본드
- 스타트 더 파티 - 아나운서
- 천지의 문 - 소우유
- 디아블로3 - 티리엘
- 반지의 제왕 - 어둠의 제국 앙그마르 - 아라곤
- 도타2 - 제우스

### 영화
- 신비한 동물사전 - 그레이브스(콜린 패럴) / 그린델왈드(조니 뎁)
- 신비한 동물들과 그린델왈드의 범죄 - 그린델왈드(조니 뎁)
- 엔드 오브 어페어 (MBC) - 모리스 밴드릭스 (레이프 파인스)
- 해리포터와 불의 잔 - 볼드모트 (레이프 파인스)
- 반지의 제왕 (SBS) - 위치킹
- 트와일라잇 (MBC) - 제이콥 블랙 (테일러 로트너)
  - 뉴문 (MBC) - 제이콥 (테일러 로트너)
- 레알 (SBS) - 맥시의 아버지 / 코지의 친구
- 캥거루 잭 (SBS) - 프랭키 롬바르도 (마이클 섀넌)
- 패트리어트 (SBS) - 찰스 오하라 (피터 우드워드) / 윌킨스 (애덤 볼드윈) 외
- 매트릭스 2 (SBS) - 링크 (해럴드 페리노 주니어) 외
- 매트릭스 3 (SBS) - 링크 (해럴드 페리노 주니어) 외
- 드림캐쳐 (SBS) - 더글라스 더디츠 카벨 (도니 월버그)
- 블레이드 (SBS)
- 미스틱 리버 (SBS) - 지미의 아버지(브루스 페이지)
- 저스트 라이크 헤븐 (SBS) - 데릴 (존 헤더)
- 25살의 키스 (SBS)
- 처음 만나는 자유 (SBS)
- 스네이크 아이즈 (SBS) - 타일러 (스탠 쇼)
- 콜래트럴 데미지 (SBS) - 울프(클리프 커티스) / 암스트롱(존 터투로)
- 컨피던스 (SBS) - 트래비스(모리스 체스트넛)
- 버티칼 리미트 (SBS) - 톰 맥크라렌(니컬러스 리)
- 아임 낫 스케어드 (SBS) - 펠리스 (조르조 카레치아) / 아나운서 외
- 고스트 쉽 (SBS) - 그리어 (아이제이아 워싱턴)
- 배트맨 비긴즈 (SBS) - 플래스 (마크 분 주니어) / 로엡 서장 (콜린 맥팔레인) 외
- 디오스 (SBS) - 토니(하비에르 바르뎀)
- 이도공간 (SBS)
- 메달리온 (SBS) - 스네이크 헤드의 부하(요한 마이어스) / 에디의 동료(이문표)
- 비치 (SBS)
- 메트로 (SBS) - 코다 (마이클 윈콧)
- 스타쉽 트루퍼스 (SBS)
- 드라큘라 2000 (SBS) - 트릭 (숀 패트릭 토머스)
- 스페이스 카우보이 (SBS) - 이스턴 외
- 매드맥스 (SBS) - 토루 카터 (휴 키스 바이런)
- 원스 어폰 어 타임 인 멕시코 (SBS) - 쿠쿠이 (대니 트레조)
- 트루 크라임 (SBS) - 프랭크 루이스 비첨 (아이제이아 워싱턴)
- 캣츠 앤 독스 (SBS) - 고양이(글렌 피카라)
- 키스 더 걸 (SBS) - 윌리엄 루돌프 (토니 골드윈)
- DOA (MBC) - 도노반 (에릭 로버츠)
- 사관과 신사 (MBC)
- 애프터 썬셋 (MBC) - 헨리(돈 치들)
- 모래와 안개의 집 (MBC) - 레스터 (론 엘더드)
- 브링 잇 온 (MBC)
- 포 페더스 (MBC)
- 내겐 너무 가벼운 그녀 (MBC) - 토니 (앤서니 로빈스)
- 이탈리안 잡 (MBC) - 핸섬(제이슨 스타뎀)
- 언더월드 (MBC) - 크라벤 (셰인 브롤리)
- 마르셀의 여름 (MBC)
- 은밀한 유혹 (MBC)
- 007 네버 다이 (MBC) - 로빈슨(콜린 새먼)
- 리플레이스먼트 킬러 (MBC)
- 바닐라 스카이 (MBC) - 의사(아만드 슐츠)
- 롤러볼 (MBC)
- 지옥의 베를린 타워 (MBC) - 헤닝 (크리스천 카홀먼) 외
- 타인의 삶 (MBC) - 그레고르 헤센슈타인 (헤르베르트 크나우프) / 아나운서 외
- 굿 나잇 앤 굿 럭 (MBC) - 존 애런(리드 다이아몬드) / 리드 해리스(본인)
- 코어 (MBC) - 콘래드 짐스키 박사 (스탠리 투치)
- 코로나도 (MBC) - 윌 (마이클 로우리)
- 스타트렉9 : 최후의 반격 (MBC) - 조르디 (르 바버튼)
- 더 록 (MBC) - 앤더슨 (마이클 빈)
- 영웅신탐 (MBC) - 빌
- 어비스 (MBC) - 커프 대위 (마이클 빈)
- 유혹의 선 (MBC) - 조 (윌리엄 볼드윈)
- 007뷰투어킬 (MBC) - 조린 (크리스토퍼 워컨)
- 카오스 팩터 (MBC) - 제이
- 콘헤드 대소동 (MBC) - 카르민 (애덤 샌들러)
- 알리 (MBC) - 번디니 (제이미 폭스)
- 피아니스트 (MBC) - 헨리크 (에드 스포퍼드)
- 풍운 (MBC) - 보경운 (곽부성)
- 폴리스 스토리 (MBC) - 구탐 변호사(유지영)
- 메리에겐 뭔가 특별한 것이 있다 (MBC) - 힐리 (맷 딜런)
- 스크림2 (MBC) - 데릭 (제리 오커널)
- 음식남녀2 (MBC) - 소룡 (진소춘)
- 익스트림OPS (MBC) - 이언 (루퍼스 스웰)
- 예카테리나 대제 (MBC) - 포템킨 (폴 맥갠)
- 엑스 VS 세버 (MBC) - 로스 (레이 파크)
- 살인 박쥐의 습격 (MBC) - 킴지 (루 다이아몬드 필립스)
- AD 2000 (MBC) - 에릭 (뇌흥상)
- 사랑과 영혼 (MBC) - 샘 (패트릭 스웨이지)
- 왓처 (MBC) - 앨런 그리핀 (키아누 리브스)
- 포트리스2 (MBC) - 사토 (유지 오쿠모토)
- 황비홍 (MBC) - 양관 (원표)
- 프랭키와 쟈니 (MBC) - 바비 (숀 오브라이언)
- 부라보 투 제로 (MBC) - 크리스
- 제로니모 (MBC) - 제로니모 (웨스 스투디)
- 론머맨2 (MBC) - 컴퓨터
- 미이라 (MBC)
- 스피시즈 (MBC)
- 긴급명령 (MBC)
- 룰스 오브 인게이지먼트 (MBC)
- 폭풍의 질주 (MBC)
- 큰 도둑 작은 도둑 (MBC)
- 아이언 이글 (MBC)
- 로빈 후드: 도둑들의 왕자 (MBC) - 볼(다니엘 피콕)
- 애정의 조건2 (MBC)
- 프랑켄슈타인 (MBC)
- 고스트 앤 다크니스 (MBC)
- 스위치 백 (MBC)
- 쇼타임 (SBS) - 시저 바르가스(페드로 데미안) / 트레이의 동료 경찰(앤드루 윌슨)
- 세컨드 와이프 (SBS) - 외삼촌
- 하이렌더4 (SBS)
- 스내치 (MBC) - 터키쉬 (제이슨 스테이섬)
- 토마스 크라운 어페어 (MBC) - 도둑(댄 오레스케즈)
- 코러스 (MBC) - 샤베르 선생 (카 므라) 외
- 마스터 앤드 커맨더: 위대한 정복자 (MBC) - 선원(브라이언 딕)
- 코어 (MBC) - 콘래드 짐스키 박사 (스탠리 투치)
- 당신이 잠든 사이에 (MBC) - 의사(릭 워시)
- 에어 포스 원 (MBC) - 깁스 요원(잰더 버클리) / 바질레프(앤드루 디보프)
- 제르미날 (MBC)
- 아이엠 샘 (MBC)
- 나쁜 녀석들 (MBC)
- 라스트 모히칸 (MBC)
- 트루먼 쇼 (MBC)
- 플레드 (MBC)
- 황비홍6 (MBC)
- 파고 (MBC)
- 조강지처 클럽 (MBC)
- 드라큘라 (MBC)
- 블루 데블 (MBC)
- 퀘스트 (MBC)
- 택시 (MBC)
- 당신에게 일어날 수 있는 일 (MBC)
- 피고인 (MBC)
- 러시아워 (MBC)
- 탑건 (MBC)
- 007언리미티드 (MBC)
- 패트리어트 (MBC)
- 낭만풍폭 (MBC)
- 사선에서 (MBC) - 앨 (딜런 맥더못)
- 일렉션 (MBC) - 폴 맷즐러 (크리스 클라인)
- 볼링 포 콜럼바인 (MBC)
- 피스메이커 (MBC)
- 공포의 룸메이트 (MBC)
- 씬 레드 라인 (MBC)
- 머나먼 여정 (MBC) - 산림 경비원(누르미 후사)
- 마우스 헌트 (MBC) - 시저(크리스토퍼 월켄)
- 고질라 (MBC)
- 신투첩영 (MBC)
- 산드라 블록의 28일 동안 (MBC) - 게르하트
- 스폰 (MBC)
- 미션 임파서블 (MBC) - 맥스의 부하(카렐 도브리)
- 책상서랍 속의 동화 (MBC)
- 토머스 크라운 어페어 (MBC)
- 어썰트13 (SBS) - 마커스 듀발 (개브리얼 번)
- 인썸니아 (SBS) - 프레드 두가 (니키 캣)
- 유니버셜 솔져 - 그 두 번째 임무 (MBC) - 블랙번 대위 (저스틴 라자드)
- 천녀유혼2 (MBC) - 천호 (이자웅)
- 용가리 (KBS)
- 컵 (MBC) - 팔덴 (쿤상 니이마)
- 콩고 (MBC)
- 크림슨 타이드 (MBC)
- 패트리어트 게임 (MBC)
- 프리잭 (MBC)
- 007 살인면허 (MBC) - 다리오(베니치오 델 토로)
- 에디 머피의 골든 차일드 (MBC)
- 인자무적 (MBC)
- 나이트워치 (MBC)
- 크루얼 죠스 (MBC) - 래리 (래리 지엔스)
- 도플갱어 (MBC)
- 네이비 실 (MBC) - 렉서 (시릴 오렐리)
- 꿈꾸는 도시 (MBC) - 짐 (마이클 맨텔)
- 스위치 (MBC) - 월터 (지미 스미츠)
- 콜드 하트 (MBC) - T (크리스 노스)
- 베스트 맨 (MBC) - 제시 (루크 윌슨)
- 록 스탁 앤 투 스모킹 배럴즈 (MBC) - 톰 (제이슨 플레밍)
- 리틀 빅 히어로 (MBC) - 버버 (앤디 가르시아)
- 유니버셜 솔저 - 그 두 번째 임무 (MBC) - 블랙번 대위 (저스틴 리자드)
- 정이건의 영웅 (MBC) - 화계 (진소춘)
- 이벤트 호라이즌 (MBC) - 킬백 (피터 매링커)
- 비벌리힐즈 캅3 (MBC) - 세르지 (브론슨 핀초트)
- 카스카듀어 (MBC) - 빈센트 (하디 마틴스)
- 탱크걸 (MBC) - 도너 (스콧 코페이)
- 해커즈 (MBC) - 시리얼 킬러 (매튜 릴라드)
- 미녀와 야수 - 카덴자(스탠리 투치)
- 메리 포핀스 리턴즈 - 해밀턴 구딩(제레미 스위프트) / 오소리
- 라이온 킹 - 스카(추이텔 에지오포)
- 아이큐 (MBC) - 백악관 경호원(다니엘 본 바겐)
- 써든 데스 (MBC) - 선수(제이 코필드)
- 크루엘라 - 재스퍼(조엘 프라이)
- 뮬란 -  보리 칸(리제)
- 비틀쥬스 (MBC) - 맥시(로버트 굴렛)
- 007 리빙 데이라이트 (MBC) - 페릭스 라이더(존 테리)
- 라이언 일병 구하기 (MBC) - 리차드 일병(에드워드 번즈)
- 딥 임팩트 (MBC) - 베이커의 남편(찰리 하트속)
- 스파이더맨: 파 프롬 홈 - 브래드(레미 히) / 윌리엄(피터 빌링즐리) / 선생님(J. B. 스무브) / 학생(조지 렌드보그 주니어) / 외계인(벤 멘덜슨)
- 스파이더맨: 노 웨이 홈 - 노먼 오스본/그린 고블린(윌렘 대포) / 선생님(J. B. 스무브)
- 닥터 스트레인지: 대혼돈의 멀티버스 - 울트론(로스 마퀀드)
- 토르: 러브 앤 썬더 - 제우스(러셀 크로우)

### 외화
- CSI 과학수사대 (MBC) - 워릭 브라운 (게리 도던)
- 유성화원 (MBC) - 레이 (주유민)
- 찰리야 부탁해 (디즈니채널) - 밥 던컨 (에릭 알란 크레이머)
- 프리즌 브레이크 (SBS) - 세바스찬 / 닉(프랭크 그릴로)
- 말괄량이 마법학교: 캠퍼스 대소동 (SBS) - 팀(켄트 리플리)
- 24 (MBC) - 릭 (대니얼 베스)
- CSI 뉴욕 (MBC)
- CSI 마이애미 (MBC) - 클라보 크루즈 / 스테틀러
- 밴드 오브 브라더스 (MBC) - 허버트 소블 (데이비드 슈위머)
- 슈퍼닌자 (니켈로디언)
- 뮤턴트X (MBC 드라마넷)
- 닥터 지마스 (텔레노벨라) - 루이즈
- 신삼국지 2010 (CHING) - 조인
- 호크아이 - 윌슨 피스크/킹핀(빈센트 도노프리오)

### 특촬물
- 가면라이더 파이즈 (투니버스) - 가이도 (카라하시 미츠루) / 후에다 선생님 / 가와치 / 불량배1
- 파워레인저 정글포스 (대원방송) - 센키
- 파워레인저 다이노포스 (대원방송) - 현신 토린
- 파워레인저 다이노포스 브레이브 (대원방송) - 현신 토린
- 엑스가리온 (투니버스) - 해설/크리스 - 블랙 발키리 전사(줄리엔 강)

### 다큐
- 이제는 말할 수 있다 (MBC)
- MBC 스페셜 자연 다큐멘터리 DMZ, 그곳엔 고라니가 산다 (MBC)
- EBS 다큐 10+ 요가 주식회사 (EBS1)
- EBS 다큐 10+ 제트맨：영국해협 횡단기 (EBS1)
- EBS 다큐 10+ 미국은 어디로 가고 있는가 - 제 2편 법정에 선 다윗, 진화론 對 지적설계론 (EBS1)
- MBC 명품다큐 보배가마 금어연, 100년 전통을 잇다 (MBC)
- MBC 명품다큐 우주를 향한 도전 (MBC)

### 라디오 드라마
- 2004.04.13~2004.04.21 EBS 라디오 삼국지 - 여포의 최후 (EBS) - 순유 役
- 2004.04.29~2004.05.04 EBS 라디오 삼국지 - 관우 오관 돌파 (EBS) - 호반, 남자 役
- 2004.05.05~2004.05.07 EBS 라디오 삼국지 - 관우 오관 돌파 (EBS) - 김의원, 손권 役
- 2004.05.13~2004.05.19 EBS 라디오 삼국지 - 제갈공명 (EBS) - 조인 役
- 2005.02.21~2005.02.26 EBS 라디오 문학관 - 이문열 作 우리들의 일그러진 영웅 (EBS)
- 2005.02.28~2005.03.02 EBS 라디오 문학관 - 셰익스피어 作 베니스의 상인 (EBS)
- 2005.04.25~2005.04.28 EBS 라디오 문학관 - 발자크 作 미지의 걸작 (EBS)
- 2005.06.24~2005.06.25 EBS 라디오 문학관 - 카프카 作 판결 (EBS)
- 2005.10.10~2005.10.15 EBS 조경란의 라디오 문학관 - 신경숙 作 기차는 7시에 떠나네 (EBS)
- 2008.05.26~2008.05.31 EBS 고전극장 - 오유란전 (EBS) - 하인 役
- 2008.06.09~2008.06.14 EBS 고전극장 - 임경업전 (EBS) - 이시백, 신하, 득보 役
- 2008.06.23~2008.06.28 EBS 고전극장 - 임진록 (EBS) - 마다시, 김응서 役
- 2008.07.28~2008.08.09 EBS 고전극장 - 계축일기 (EBS) - 김류 役
- 2009.07.06~2009.07.10 TBS 라디오 문학관 - 손홍섭 作 봉섭이 가라사다 (TBS)
- 2010.11.01~2010.12.03 TBS 창립 20주년 특별기획 다큐드라마 서울 600년을 걷다 - 최명길편 (TBS) - 최내길 役
- 2011.02.07~2011.03.11 TBS 창립 20주년 특별기획 다큐드라마 서울 600년을 걷다 - 대원군과 명성왕후 편 (TBS) - 이천일, 대신 役
- 만화열전 - 라비헴 폴리스 (MBC 라디오) - 치한
- 만화열전 - 호텔 아프리카 (MBC 라디오) - 후티
- 만화열전 - 삼국지 (MBC 라디오) - 헌제 / 조자룡 / 목순
- 만화열전 - 마스카 (MBC 라디오) - 원로1
- 만화열전 - 열혈강호 (MBC 라디오) - 유원천
- 성우 빅 쇼 (SBS 라디오)

### 오디오 드라마
- 무림수사대 (Audien) - 이세옥 役
- 원칙 있는 삶 (Audien)
- 성삼문 (Audien)
- 번데기 야구단 (Audien)
- 오늘의 거짓말 - 빛의 제국 (Audien)
- 오늘의 거짓말 - 오늘의 거짓말 (Audien)
- 집념 (Audien)
- 전율의 재회 (북큐브) - 백청목 役

### 드라마 CD
- 레인보우프로젝트:세번째 이야기 yellow (Diivaa) - 한무림 役
- 두번째 남자 (夜海) - 장태휘 役
- 비밀 (耳音) - 박상화 外役
- 와일드 (耳音) - 정천우 役
- MayDay MayDay MayDay (夜海) - 바실리 이바노비치 카민스키 役

### 나레이션
- 2tv 생생정보 (KBS2)
- 놀라운 대회 스타킹 (SBS)
- 댄싱 위드 더 스타 (MBC)
- 생방송 세븐데이즈 (SBS)
- MBC 뉴스데스크 (MBC)
- 1 대 100 (KBS2)
- 희망한국 (MBC)
- KBS 일요스페셜 (KBS1)
- 아침마당 (KBS1)
- 퍼펙트 싱어 VS (tvN)

### CF
- 1997년 : 롯데제과 롯데샌드
- 2013년 : 농심 (짜파게티, 안성탕면 등)
- 2019년 : 초이락컨텐츠팩토리, 오리온 (감자엔 소스닷, 포카칩 등)

## 같이 보기
- 문화방송 성우극회